# Reclamebureau
Een reclamebureau is een bedrijf dat, in opdracht van derden, reclame-uitingen of zelfs hele reclamecampagnes, ontwikkelt, uitvoert of laat uitvoeren.
Een reclamebureau doet daarvoor een beroep op marketingspecialisten,  copywriters (tekstschrijvers), en artdirectors. Andere ingeschakelde beroepsgroepen zijn merkstrategen, traffic- en productiemanagers, fotografen, film- en videoproducenten, mediabuyers, drukkers en webontwikkelaars.
Het eerste Nederlandse reclamebureau werd in 1846 gevestigd te Rotterdam, onder de naam Nijgh en Van Ditmar.
Vakbladen voor reclamebureaus zijn Adformatie in Nederland en PUB en MM (Media & Marketing) in België.
Bekende reclamebureaus zijn Duval Guillaume, Publicis, DDB Worldwide, Leo Burnett, June20, Omnicom & Emakina. 
Reclamebureaus hebben vaak een eigen expertise en/of niche, waarin ze op de reclamemarkt werkzaam zijn.